# Lehman Brothers
Lehman Brothers Holdings Inc, fundada al 1850, va ser una companyia global de serveis financers dels Estats Units. Destacava en banca d'inversió, gestió d'actius financers i inversions en renda fixa, banca comercial, gestió d'inversions i serveis bancaris en general.
Les principals empreses dependents del grup van ser Lehman Brothers Inc., Neuberger Berman Inc., Aurora Loan Services Inc., SIB Mortgage Corporation, Lehman Brothers Bank, FSB, i el Grup Crossroads. El holding tenia la seva seu social a la ciutat de Nova York, amb seus regionals a Londres i Tòquio, així com oficines ubicades a tot el món. El 15 de setembre de 2008, la companyia va anunciar la presentació de fallida.

## Història

### Fundació

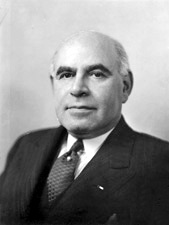
Herbert Henry Lehman

En 1844, Henry Lehman, el fill d'un comerciant de bestiar, va emigrar als Estats Units des de Baviera (Alemanya) i es va instal·lar a Montgomery (Alabama), on va obrir un comerç. El 1847, després de l'arribada als Estats Units del seu germà Emanuel Lehman, l'empresa es va convertir en "H. Lehman and Bro. " i amb l'arribada del germà petit, Mayer Lehman, en 1850, la firma passà a anomenar-se "Lehman Brothers", donat que, en anglès, brother significa germà.
Aprofitant l'alt valor de mercat del cotó, l'empresa va començar a acceptar com a pagament quantitats de cotó en brut, amb la qual cosa va establir un negoci de cotó tractat, i va créixer fins a convertir-se en una de les més importants d'Alabama. Quan el negoci de la comercialització de cotó es va traslladar fins a Nova York Lehman Brothers també va canviar d'ubicació en 1858.

### Expansió
L'empresa va superar la Guerra Civil dels Estats Units sense moltes dificultats i va col·laborar decisivament en la fundació del mercat financer del cotó a Nova York com a mercat de matèries primeres (1884). Alhora, va diversificar el seu negoci i va entrar al sector del cafè i els ferrocarrils. A començaments del segle xx, va començar a participar en el mercat del tabac, quan es van crear les primeres companyies subsidiàries del holding. L'empresa també va aconseguir superar sense dificultats significatives la Gran depressió de 1929. En la dècada del 1930 es va integrar al mercat de la ràdio i la televisió a través d'una associació amb Radio Corporation of America.
En la dècada del 1970, l'empresa va adquirir l'entitat financera Abraham & Co, i després es va fusionar amb Kuhn, Loeb & Co, per formar Lehman Brothers, Kuhn, Loeb Inc, el quart banc d'inversió més gran dels Estats Units, darrere de Salomon Brothers, Goldman Sachs i First Boston.
Diverses dificultats financeres van fer que en la dècada del 1980 hagués d'associar-se amb American Express i hagués de subdividir-se en diverses entitats agrupades amb altres empreses. Finalment, es va estructurar en Shearson Lehman / American Express i Ef Hutton & Co, unides més tard com a Shearson Lehman Hutton Inc. En la dècada del 2000 es va separar d'American Express, va començar a dotar-se d'autonomia econòmica de nou, i es va crear formalment Lehman Brothers Holding Inc.

### Fallida
En 2007 es va veure seriosament afectada per la crisi financera provocada pels crèdit Subprime. Va acumular enormes pèrdues per títols pel fet de tenir títols amb garantia hipotecària al llarg del 2008. En el segon trimestre fiscal, Lehman va informar de pèrdues de 2.800 milions de dòlars i es va veure obligada a vendre 6.000 milions de dòlars en actius. En el primer semestre de 2008, Lehman havia perdut el 73% del seu valor en borsa. L'agost de 2008, Lehman va informar que tenia la intenció d'acomiadar el 6% de la seva plantilla, un total de 1.500 persones.
El 13 de setembre de 2008, Timothy F. Geithner, el president del Banc de la Reserva Federal de Nova York, va convocar una reunió sobre el futur de Lehman, que incloïa la possibilitat de liquidació dels seus actius per sanejar l'empresa. Lehman va informar que estava en converses amb el Bank of America i Barclays per a una possible venda de l'empresa. Finalment, el 15 de setembre de 2008, dos dies després, Lehman Brothers va anunciar la presentació de fallida en renunciar els seus possibles compradors.
Lehman Brothers havia resistit una guerra civil, la crisi bancària del 1907, molt semblant a l'actual, també va sobreviure a la crisi econòmica als Estats Units coneguda com el Crack de 1929, a escàndols en el trading de bons, a col·lapses a Hedge Funds, però no ha superat la crisi subprime de 2008; amb un passiu de 613.000 milions de dòlars ha estat, fins ara, la major fallida de la història.

### Venda parcial
El 17 de setembre de 2008, Barclays va anunciar la compra de la divisió bancària del grup per 1.750 milions de dòlars, amb un actiu de 72.000 milions i un passiu de 68.000 milions. La compra incloïa la seu central de Lehman Brothers a Nova York.